# Thailand i olympiska sommarspelen 1992
Thailand deltog i de olympiska sommarspelen 1992 med en trupp bestående av 46 deltagare, och totalt blev det ett brons.

## Medalj

### Brons
- Arkhom Chenglai - Boxning, Weltervikt

## Badminton
Herrar
| Spelare                                | Gren       | 32-delsfinal                              | Sextondelsfinal                                           | Åttondelsfinal                                 | Kvartsfinal       | Semifinal         | Final             | Placering |
| Spelare                                | Gren       | Motståndare Poäng                         | Motståndare Poäng                                         | Motståndare Poäng                              | Motståndare Poäng | Motståndare Poäng | Motståndare Poäng | Placering |
| -------------------------------------- | ---------- | ----------------------------------------- | --------------------------------------------------------- | ---------------------------------------------- | ----------------- | ----------------- | ----------------- | --------- |
| Teeranun Chiangta                      | Herrsingel | Broddi Kristjansson (ISL) W(15-2,15-12)   | Chris Jogis (USA) W(11-15,15-3,15-3)                      | Hermawan Susanto (INA) L(7-15,8-15)            | Gick inte vidare  | Gick inte vidare  | Gick inte vidare  |           |
| Sompol Kukasemki                       | Herrsingel | Anders Nielsen (GBR) W(16-18,15-12,17-16) | Alan Budikusuma (INA) L(15-11,15-2)                       | Gick inte vidare                               | Gick inte vidare  | Gick inte vidare  | Gick inte vidare  |           |
| Siripong Siripul Pramote Teerawiwatana | Herrdubbel | i.u.                                      | Jan Erik Antonsson Stellan Österberg (SWE) W (18-15,15-5) | Li Yongbo Tian Bingyi (CHN) L (15-9,8-15,8-15) | Gick inte vidare  | Gick inte vidare  | Gick inte vidare  |           |

Damer
| Spelare                                           | Gren      | 32-delsfinal                           | Sextondelsfinal                                         | Åttondelsfinal                                 | Kvartsfinal                     | Semifinal         | Final             | Placering |
| Spelare                                           | Gren      | Motståndare Poäng                      | Motståndare Poäng                                       | Motståndare Poäng                              | Motståndare Poäng               | Motståndare Poäng | Motståndare Poäng | Placering |
| ------------------------------------------------- | --------- | -------------------------------------- | ------------------------------------------------------- | ---------------------------------------------- | ------------------------------- | ----------------- | ----------------- | --------- |
| Somharuthai Jaroensiri                            | Damsingel | Joy Kitzmiller (USA) W(11-3,11-0)      | Christine Magnusson (SWE) W(8-11,12-9,11-4)             | Pernille Nedergaard (DEN) W(5-11,11-6,12-10)   | Susi Susanti (INA) L(6-11,1-11) | Gick inte vidare  | Gick inte vidare  |           |
| Pornsawan Plungwech                               | Damsingel | Viktoriya Khristova (BUL) W(11-3,12-9) | Rhona Robertson (NZL) W(12-9,2-11,12-9)                 | Sarwendah Kusumawardhani (INA) L(4-11,2-11)    | Gick inte vidare                | Gick inte vidare  | Gick inte vidare  |           |
| Ladawan Mulasartsatorn Piyathip Sansaniyakulvilai | Damdubbel | i.u.                                   | Martine de Souza Vandanah Seesurun (MRI) W (18-15,15-5) | Gil Young Ah Shim Eun-jung (KOR) L (8-15,6-15) | Gick inte vidare                | Gick inte vidare  | Gick inte vidare  |           |

## Boxning
Lätt flugvikt
- Pramuansak Phosuwan
  - Första omgången — besegrade  St. Aubyn Hines (JAM), RSC-2
  - Andra omgången — förlorade mot  Jan Quast (GER), 2:11

Flugvikt
- Vichai Khadpo
  - Första omgången — förlorade mot  Mario Loch (GER), RSCI-2 (00:16)

Bantamvikt
- Chatree Suwanyod
  - Första omgången — besegrade  Vladislav Antonov (EUN), 6:4
  - Andra omgången — förlorade mot  Mohammed Sabo (NGR), 7:16

Fjädervikt
- Somluck Kamsing
  - Första omgången — besegrade  Michael Strange (CAN), 11:9
  - Andra omgången — förlorade mot  Faustino Reyes (ESP), 15:24

Weltervikt
- Arkhom Chenglai
  - Första omgången — besegrade  Yusef Khateri (IRI), 13:7
  - Andra omgången — besegrade  Nicodemus Odore (KEN), 13:10
  - Kvartsfinal — besegrade  Vitalijus Karpaciauskas (LTU), 9:6
  - Semifinal — förlorade mot  Michael Carruth (IRL), 4:11 →  Brons

Lätt mellanvikt
- Chalit Boonsingkarn
  - Första omgången — besegrade  Lucas Franca (BRA), 16:2
  - Andra omgången — förlorade mot  Orhan Delibaş (NED), RSCI-2 (01:45)

## Friidrott
Herrarnas 100 meter
- Visut Watanasin
  - Heat — 10,72 (→ gick inte vidare)

Herrarnas 200 meter
- Seaksarn Boonrat

Herrarnas 400 meter
- Aktawat Sakoolchan

Herrarnas 4 x 100 meter stafett
- Kriengkrai Narom, Seaksarn Boonrat, Niti Piyapan och Visut Watanasin

Herrarnas 4 x 400 meter stafett
- Athiaporn Koonjartong, Yuthana Thonglek, Sarapong Kumsup och Aktawat Sakoolchan
  - Heat — 3:08,00 (→ gick inte vidare)

Herrarnas 400 meter häck
- Chanond Kenchan
  - Heat — 50,60 (→ gick inte vidare)

Damernas 100 meter
- Ratjai Sripet

Damernas 200 meter
- Nednapa Chommuak

Damernas 400 meter
- Noodang Phimphoo

Damernas 4 x 100 meter stafett
- Nednapa Chommuak, Reawadee Srithoa, Ratjai Sripet och Pornpim Srisurat

Damernas 4 x 400 meter stafett
- Saleerat Srimek, Sukanya Sang-Nguen, Srirat Chimrak och Noodang Phimphoo

Damernas 800 meter
- Sukanya Sang-Ngeun
  - Heat — 2:09,94 (→ gick inte vidare)

Damernas 400 meter häck
- Reawadee Srithoa
  - Heat — 58,80 (→ gick inte vidare)

Damernas höjdhopp
- Jaruwan Jenjudkarn
  - Kval — 1,75 m (→ gick inte vidare)

## Judo
Damernas lättvikt
- Prateep Pinitwong

Damernas tungvikt
- Supatra Yompakdee

## Segling
Herrarnas lechner
- Saard Panyawan
  - Slutlig placering — 241,0 poäng (→ 26:e plats)

Damernas lechner
- Amara Wichithong
  - Slutlig placering — 215,0 poäng (→ 20:e plats)

## Tennis
Damdubbel
- Duangchan Suvimol och Benjamas Sangaram